# Evangeliario nestoriano

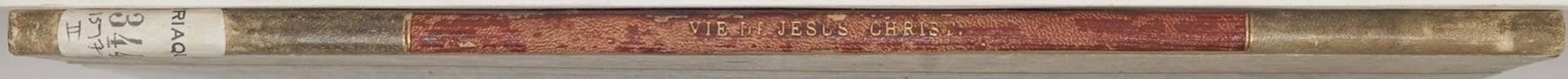
El lomo con el título de Vie de Jésus-Christ.

El Evangeliario nestoriano (en francés: Évangéliaire nestorien; París, Biblioteca Nacional de Francia, MS syr. 344), también conocido como Vie de Jésus-Christ (Vida de Jesucristo), es un evangeliario de la Iglesia del Oriente datado en el siglo XVI, que contiene 18 ilustraciones representando a la vida de Jesucristo, con leyendas en siríaco (de mayor tamaño) y armenio. El manuscrito fue donado por Addaï Scher, el arzobispo de la Iglesia católica caldea, a la Biblioteca Nacional de Francia en 1909.

## Descripción
El manuscrito consta de 10 folios de 312 mm por 198 mm, f1r y f10v (f9v) están en blanco. Según Jules Leroy, el manuscrito sería una sección ilustrada de un evangeliario siríaco, el MS siríaco nº 15 conservado por la archieparquía de Mosul. Originalmente, las 18 ilustraciones se habrían adjuntado al final de ese evangeliario de Mosul. Si se demuestra la pertenencia al evangeliario de Mosul, este manuscrito podría remontarse al año 1497 d. C. (1806 AG) y haber sido copiado en el pueblo de 'WRG, en la diócesis de Siirt en la época de Mar Siméon, el patriarca, y de Mar Yuḥanon, el obispo de Athel, por alguien llamado Abraham que es el hijo de Dodo.

## Ilustraciones
Las dieciocho ilustraciones:

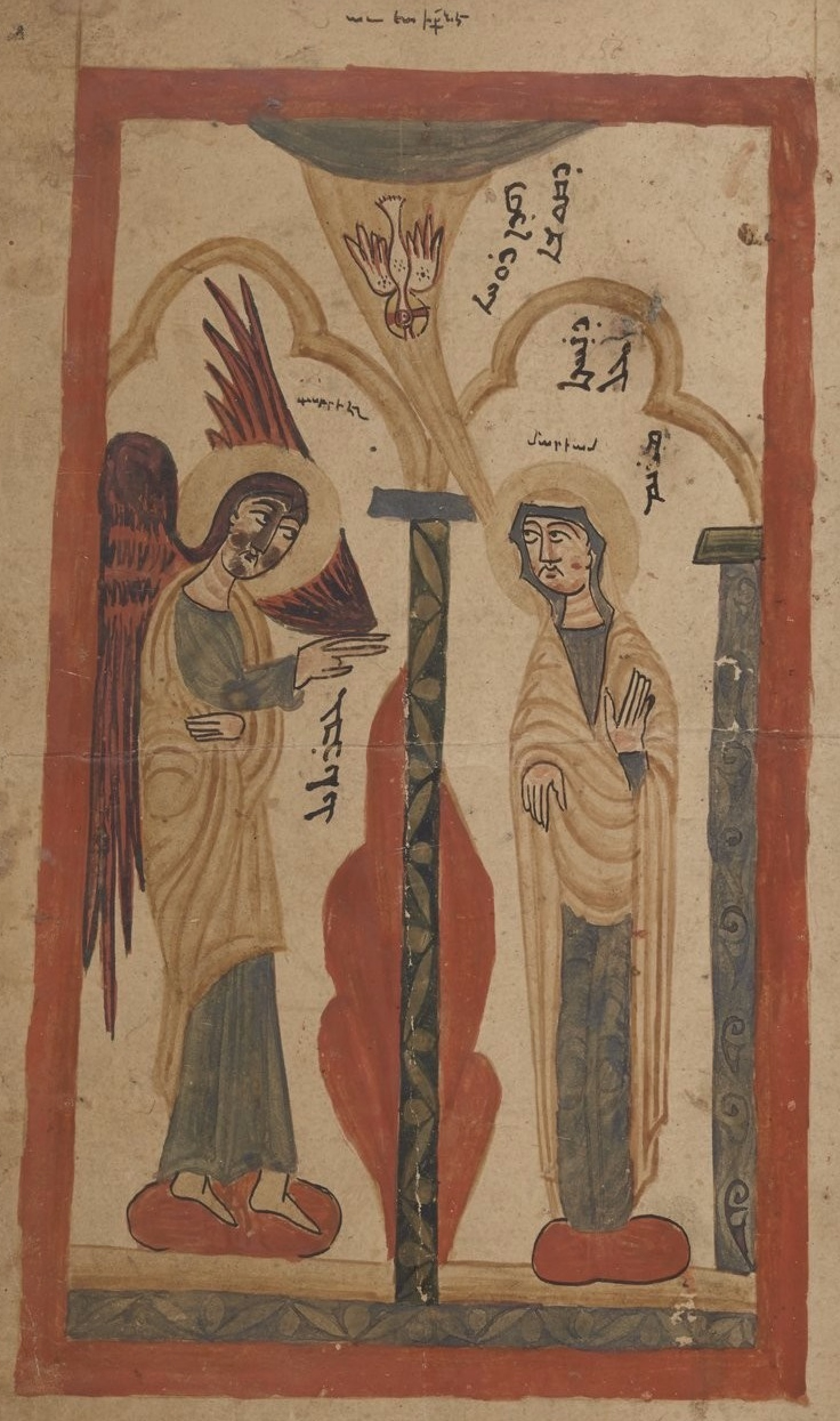
Folio 1v: Anunciación
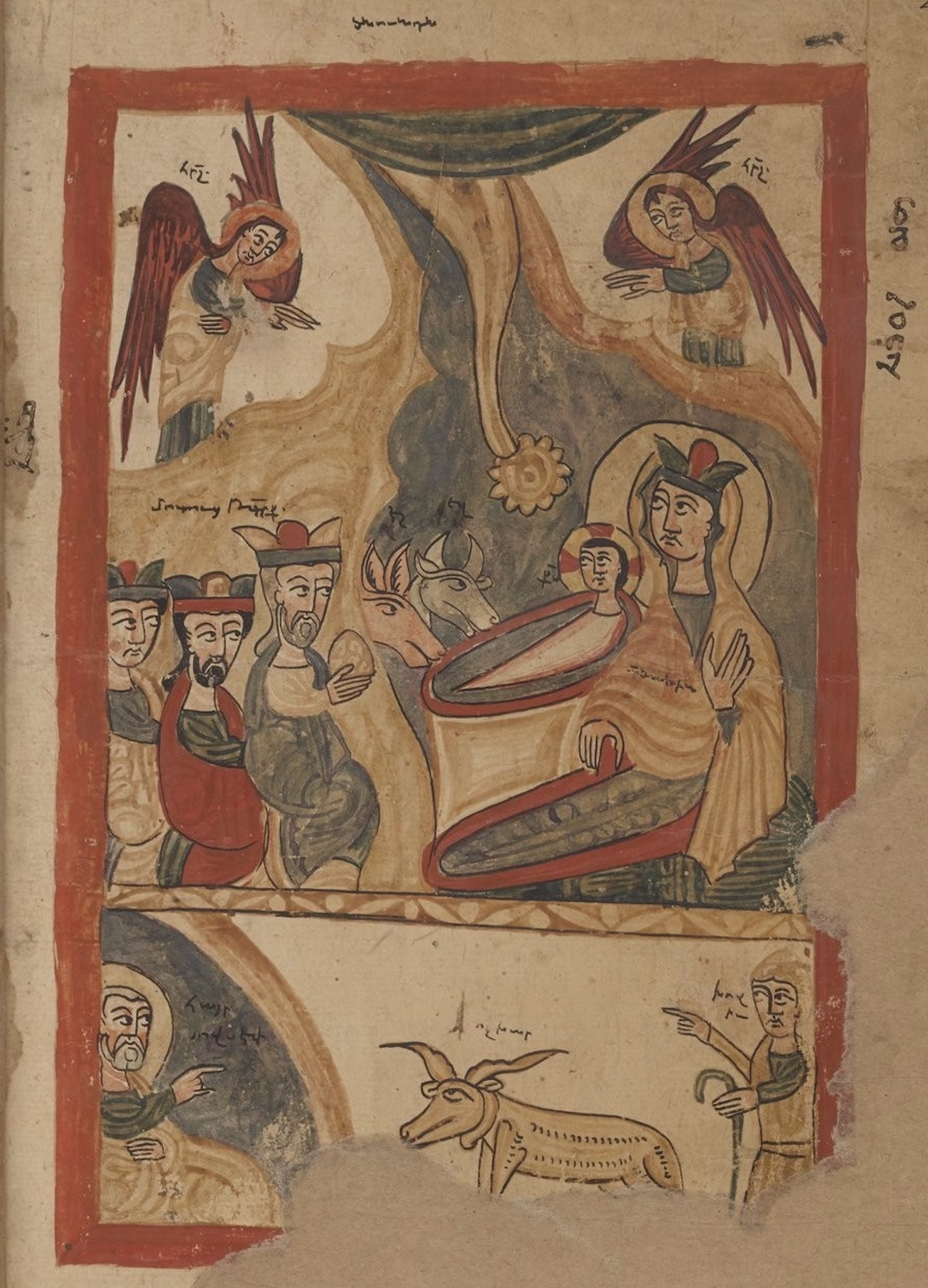
Folio 2r: Adoración de los Reyes Magos
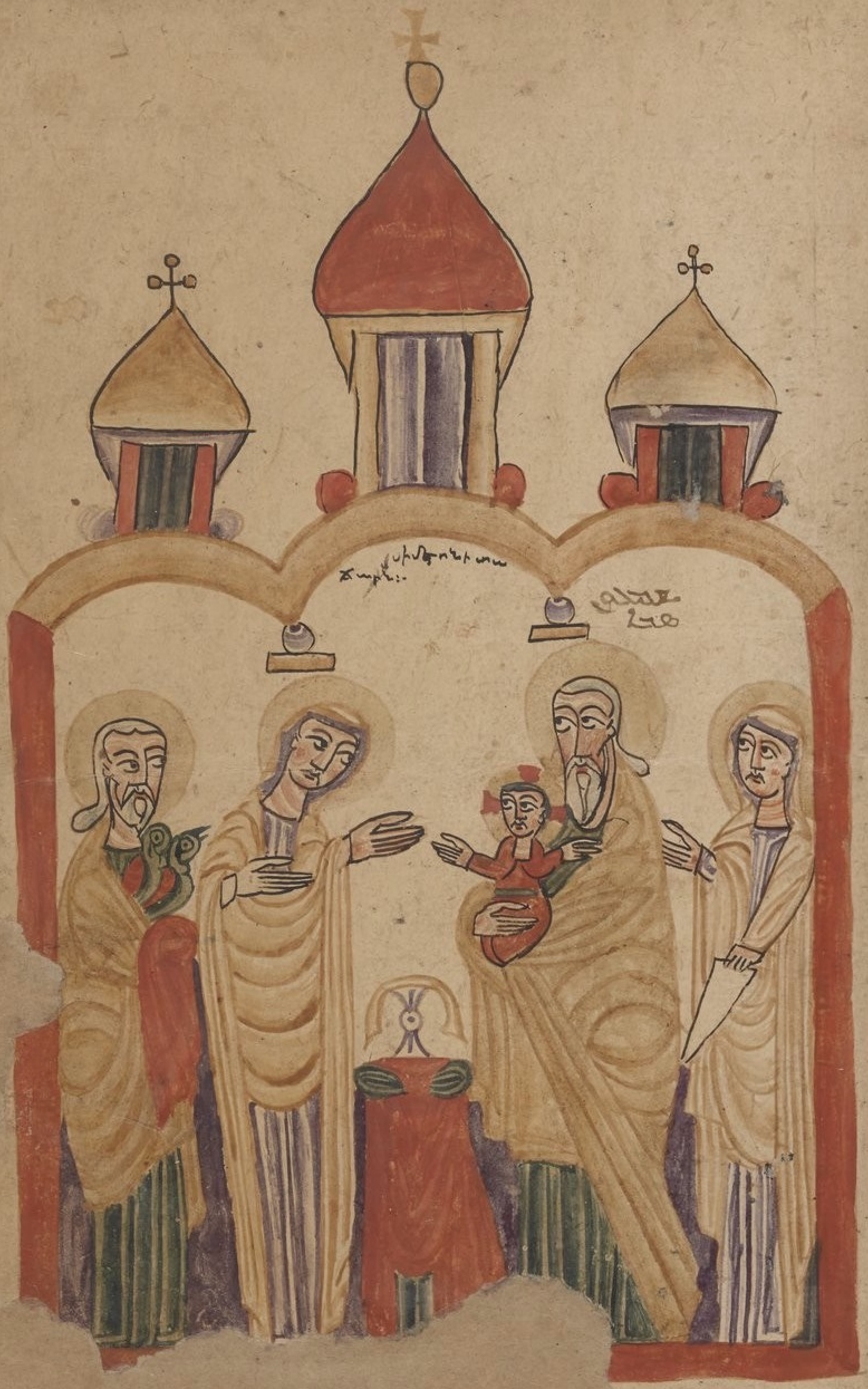
Folio 2v: Presentación de Jesús en el Templo
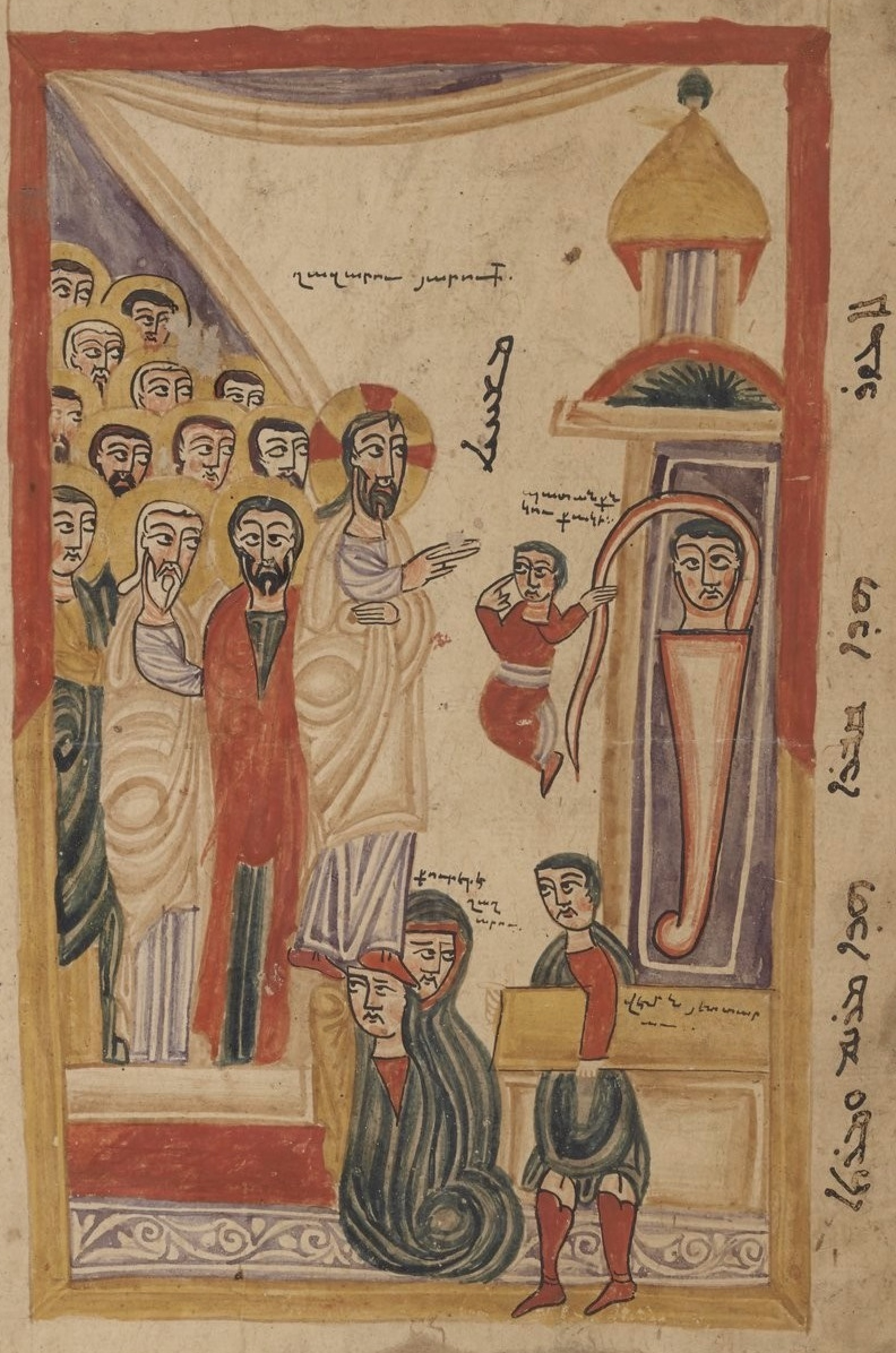
Folio 3r: Resurrección de Lázaro
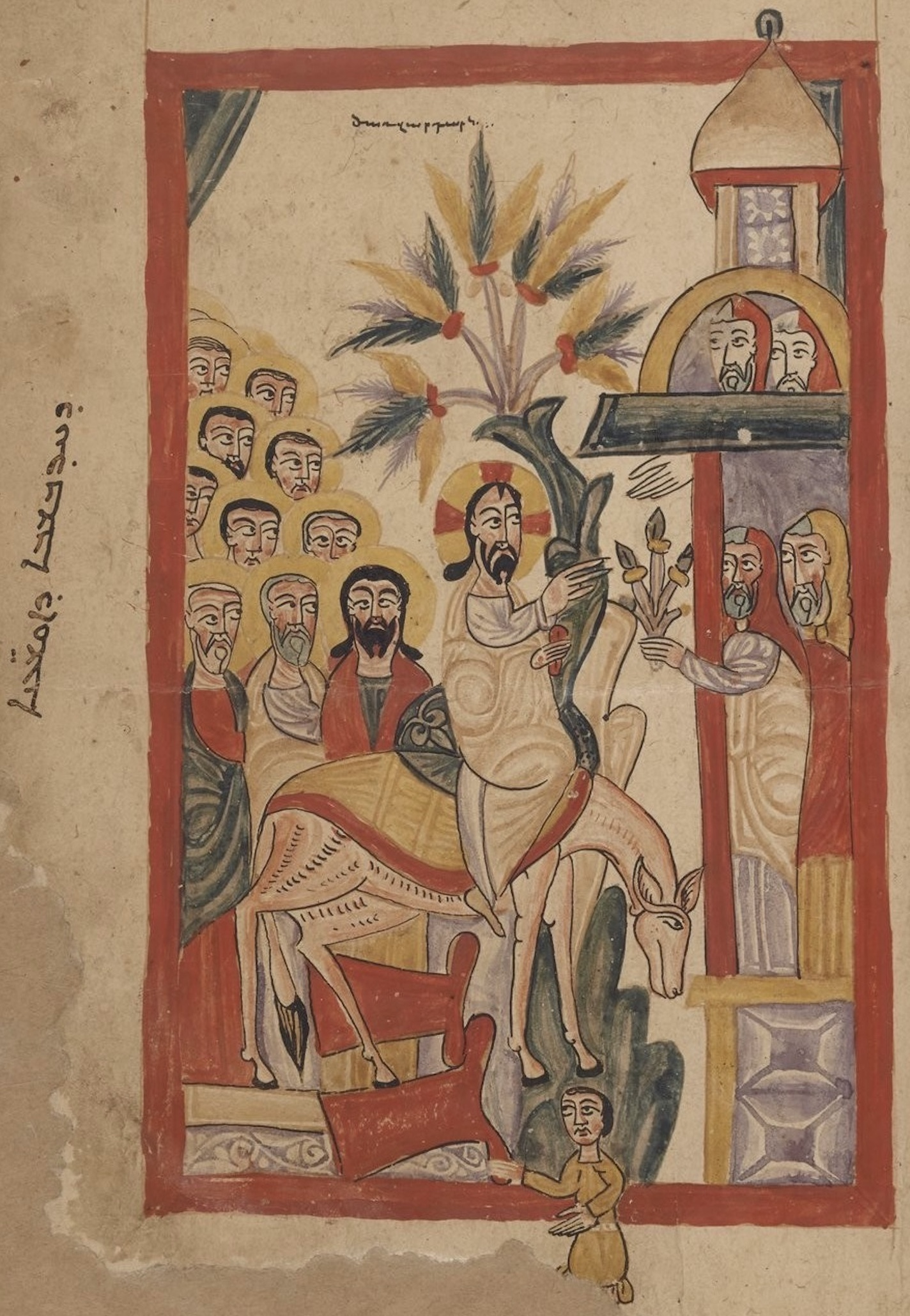
Folio 3v: Entrada triunfal en Jerusalén
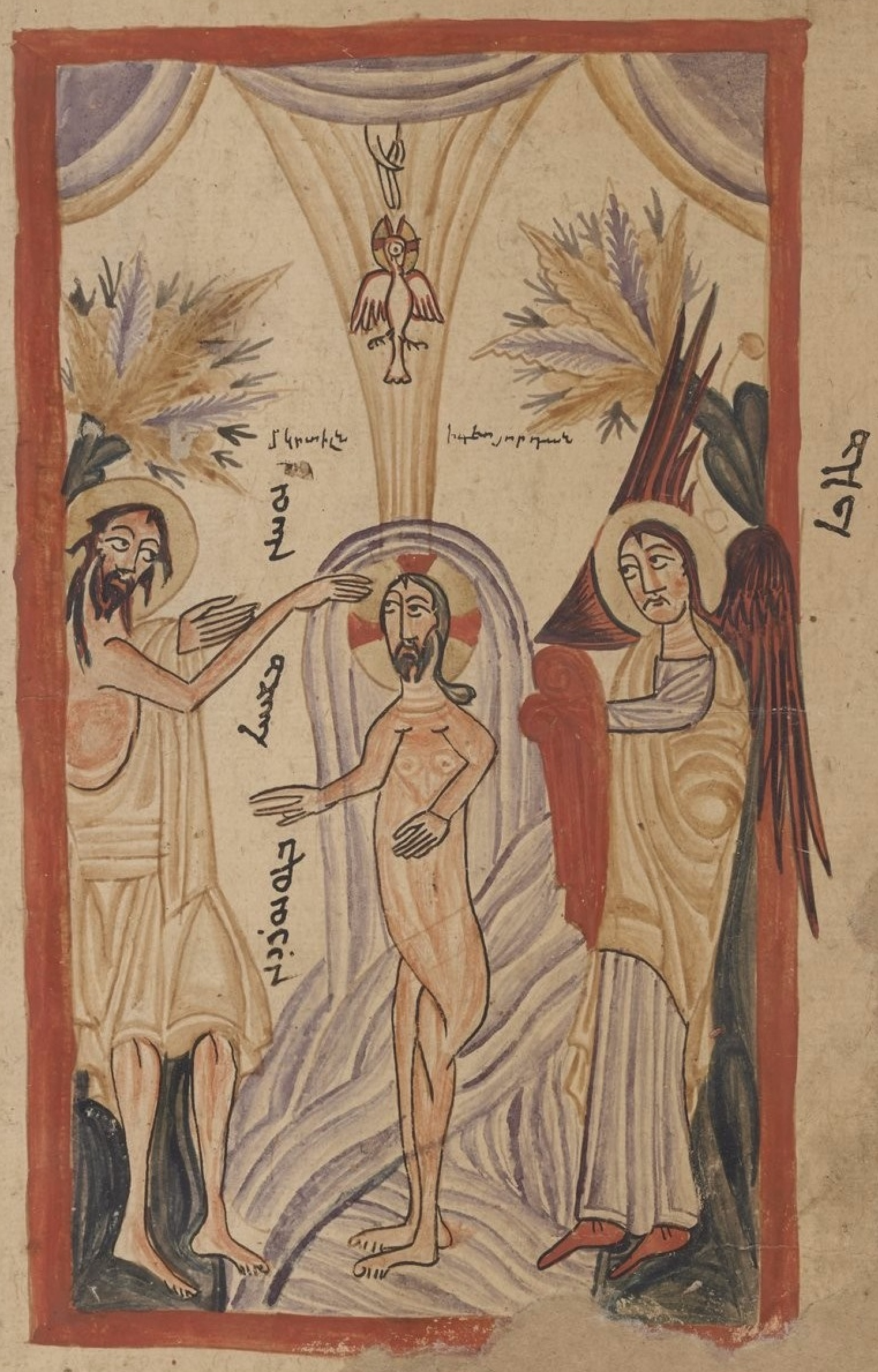
Folio 3bis r: Bautismo de Jesús
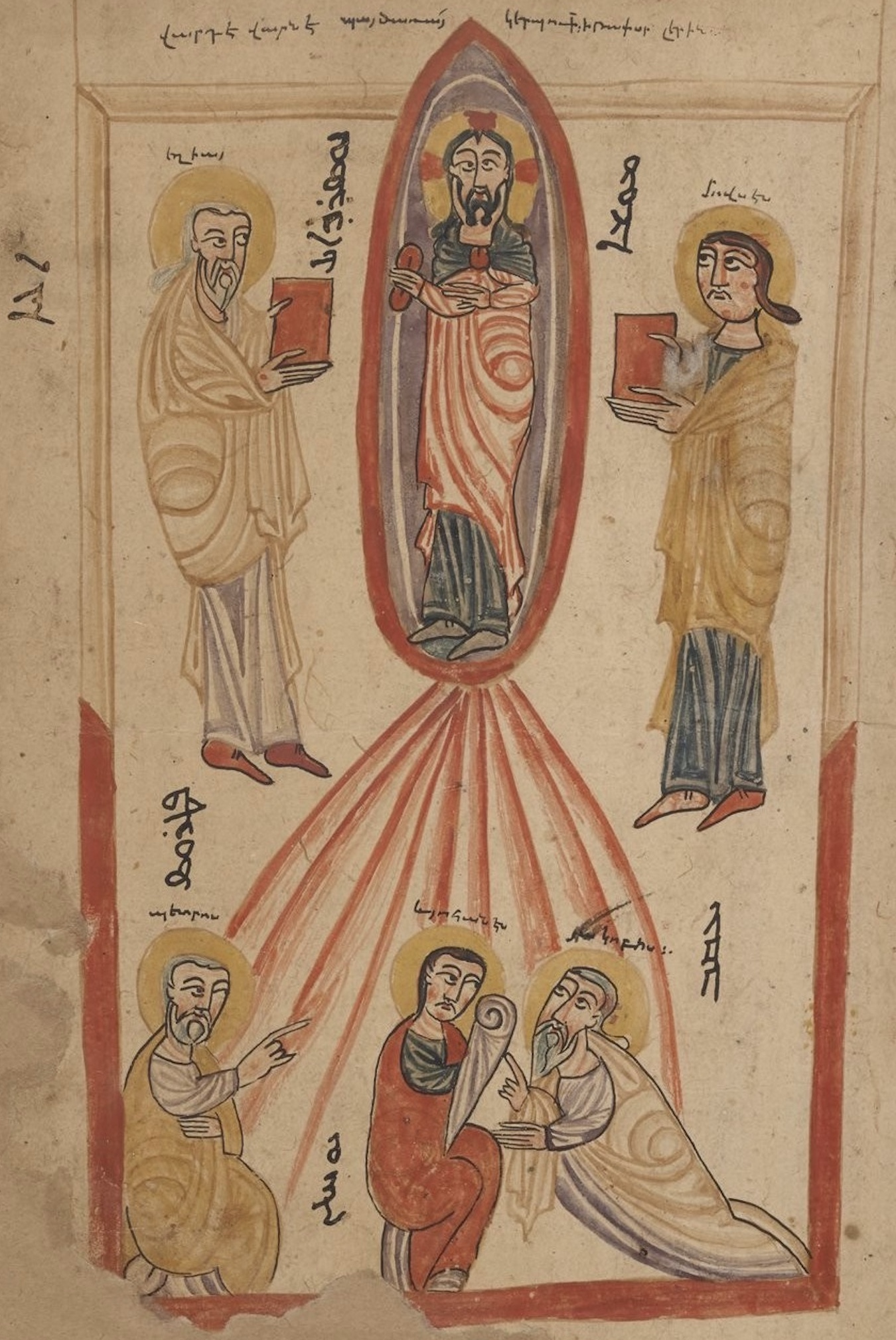
Folio 3bis v: Transfiguración de Jesús
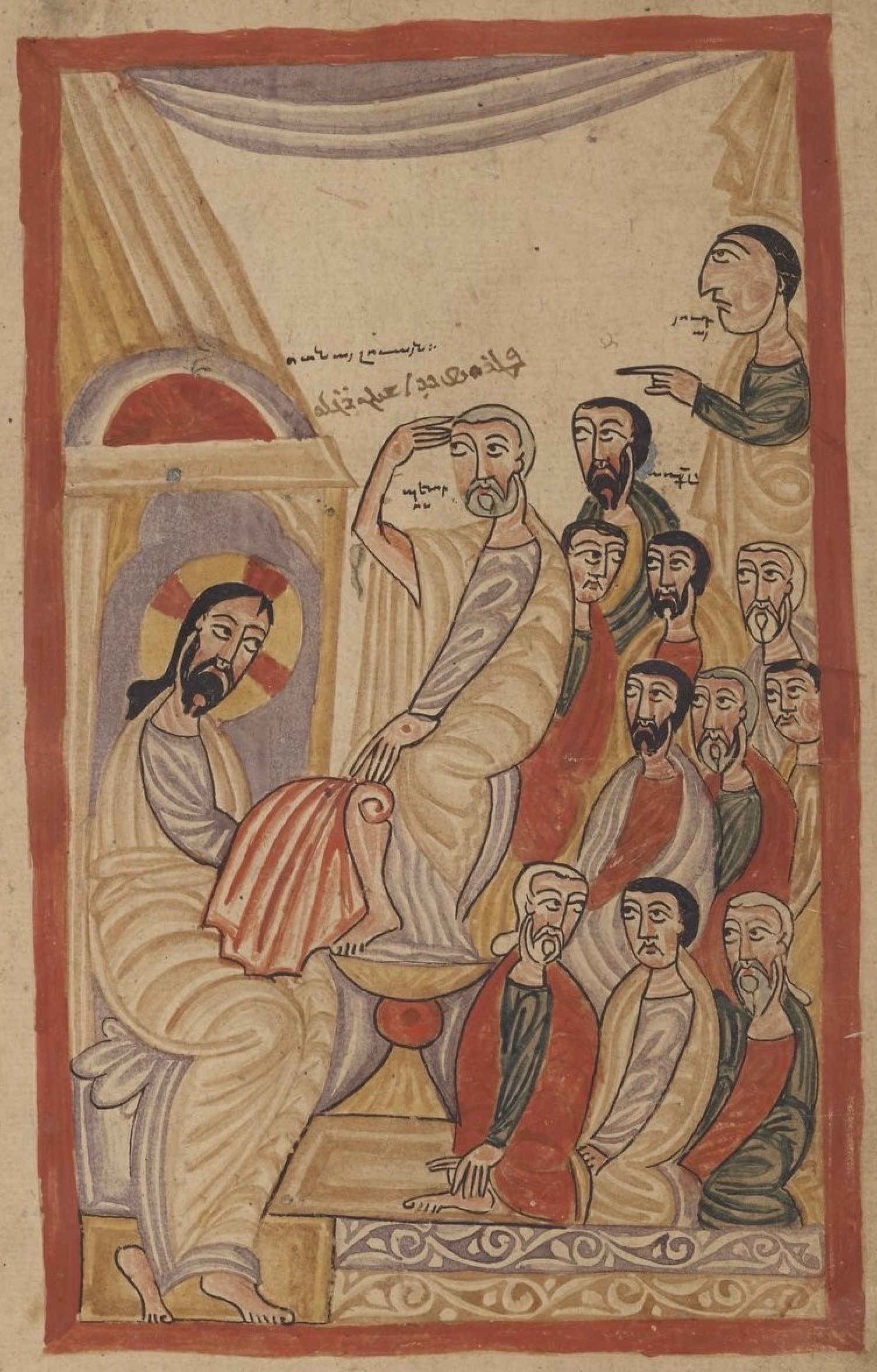
Folio 4r: Lavado de pies
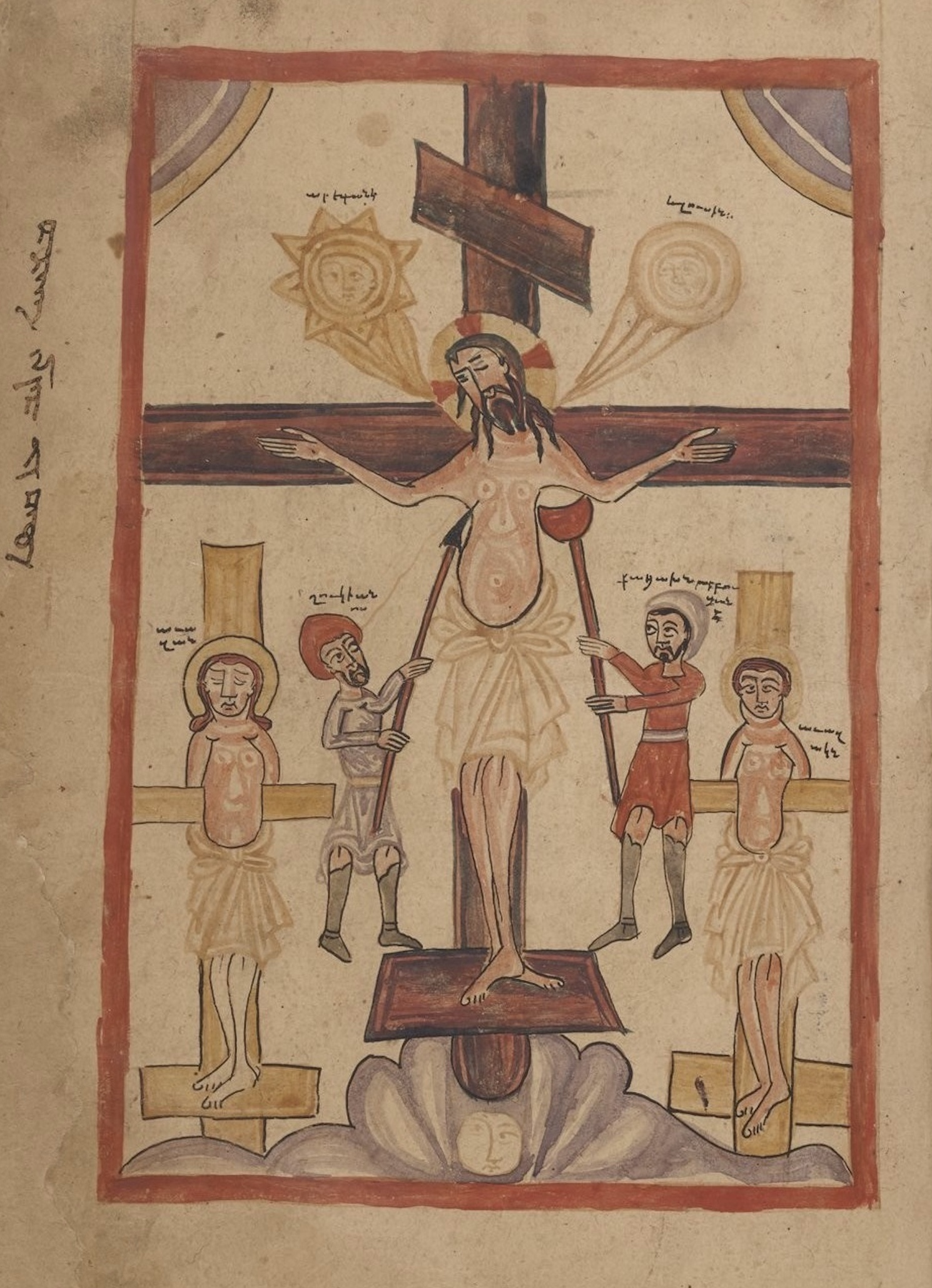
Folio 4v: Crucifixión de Jesús
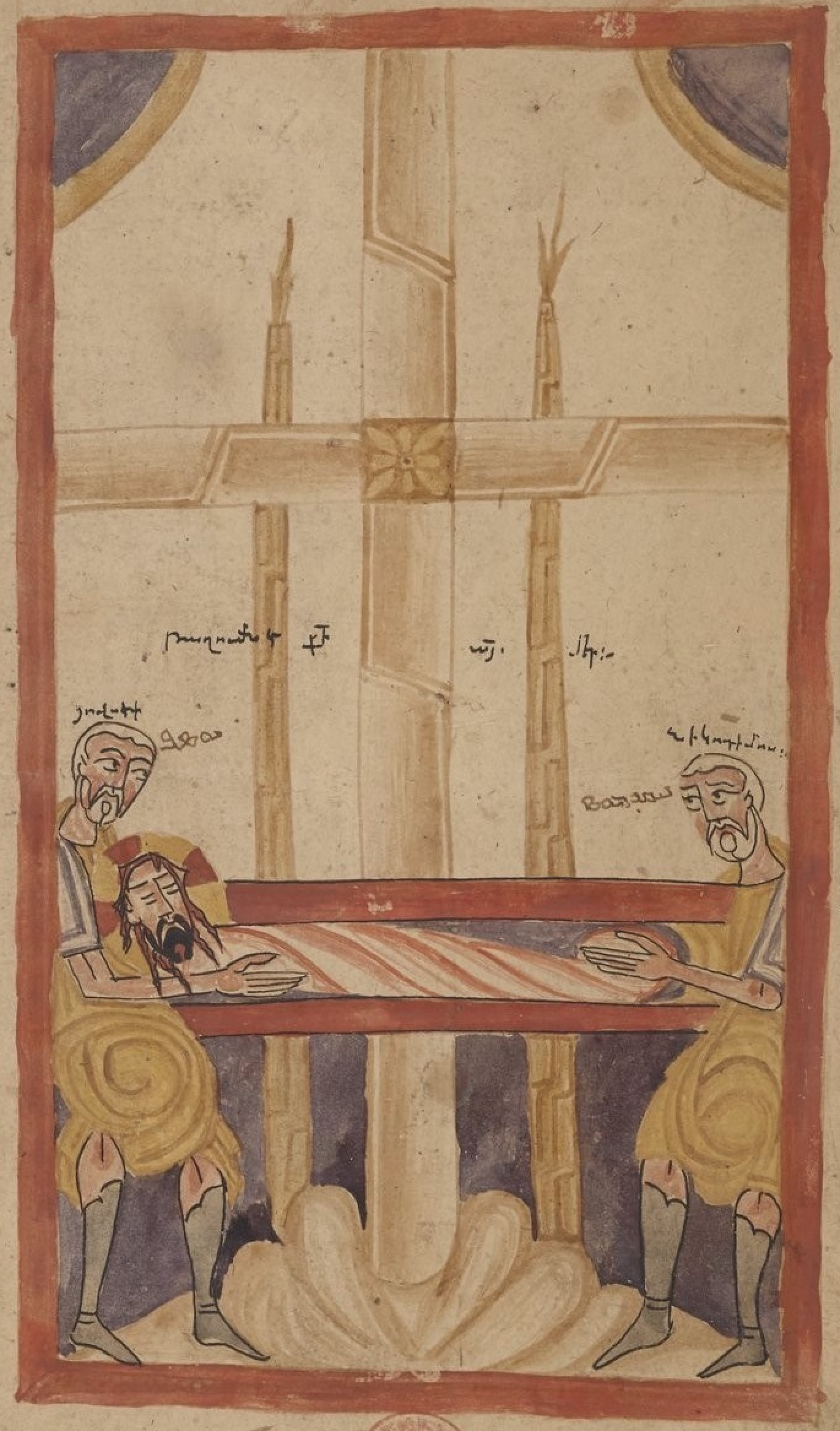
Folio 5r: Descendimiento de Jesús
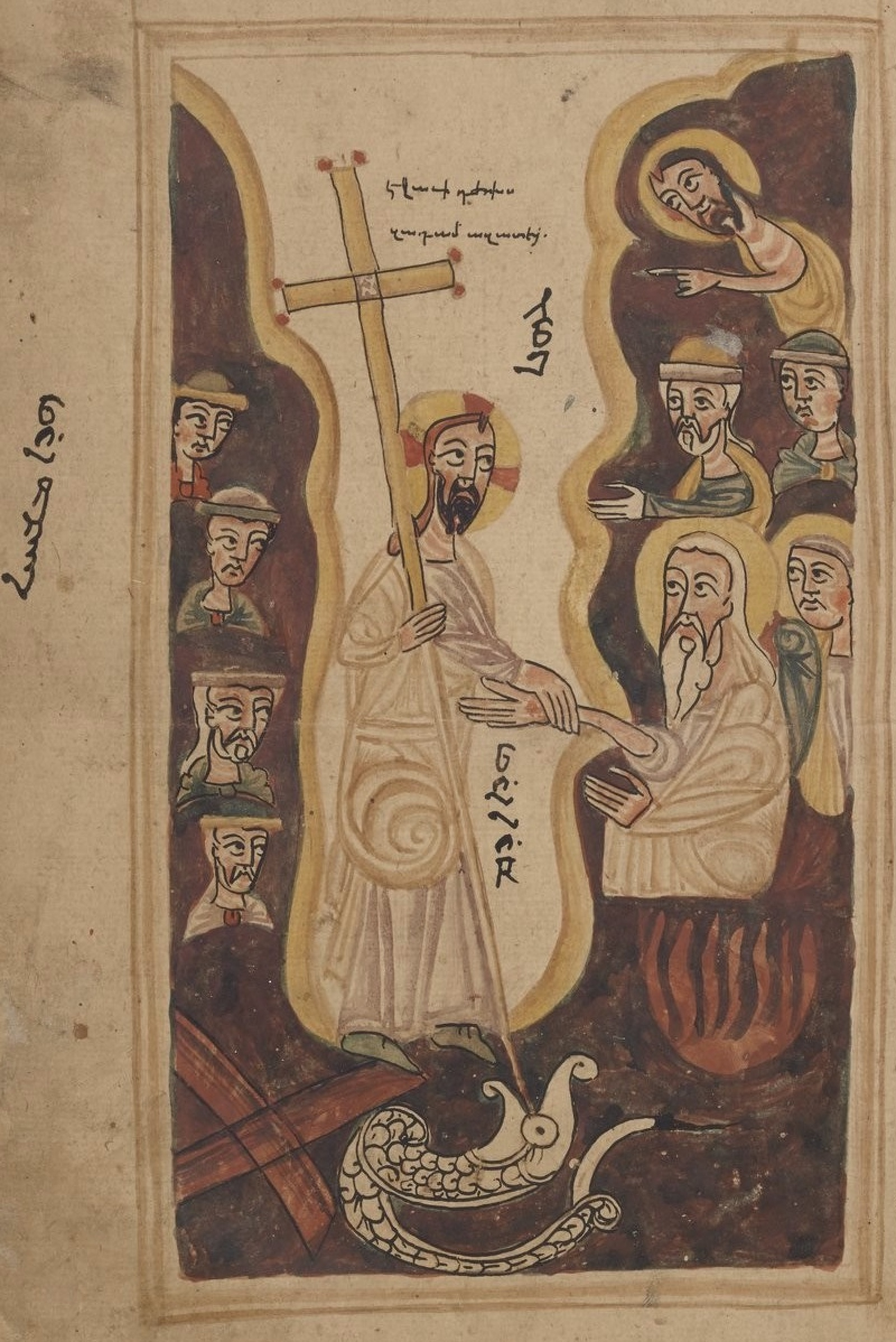
Folio 5v: Descenso de Cristo a los infiernos
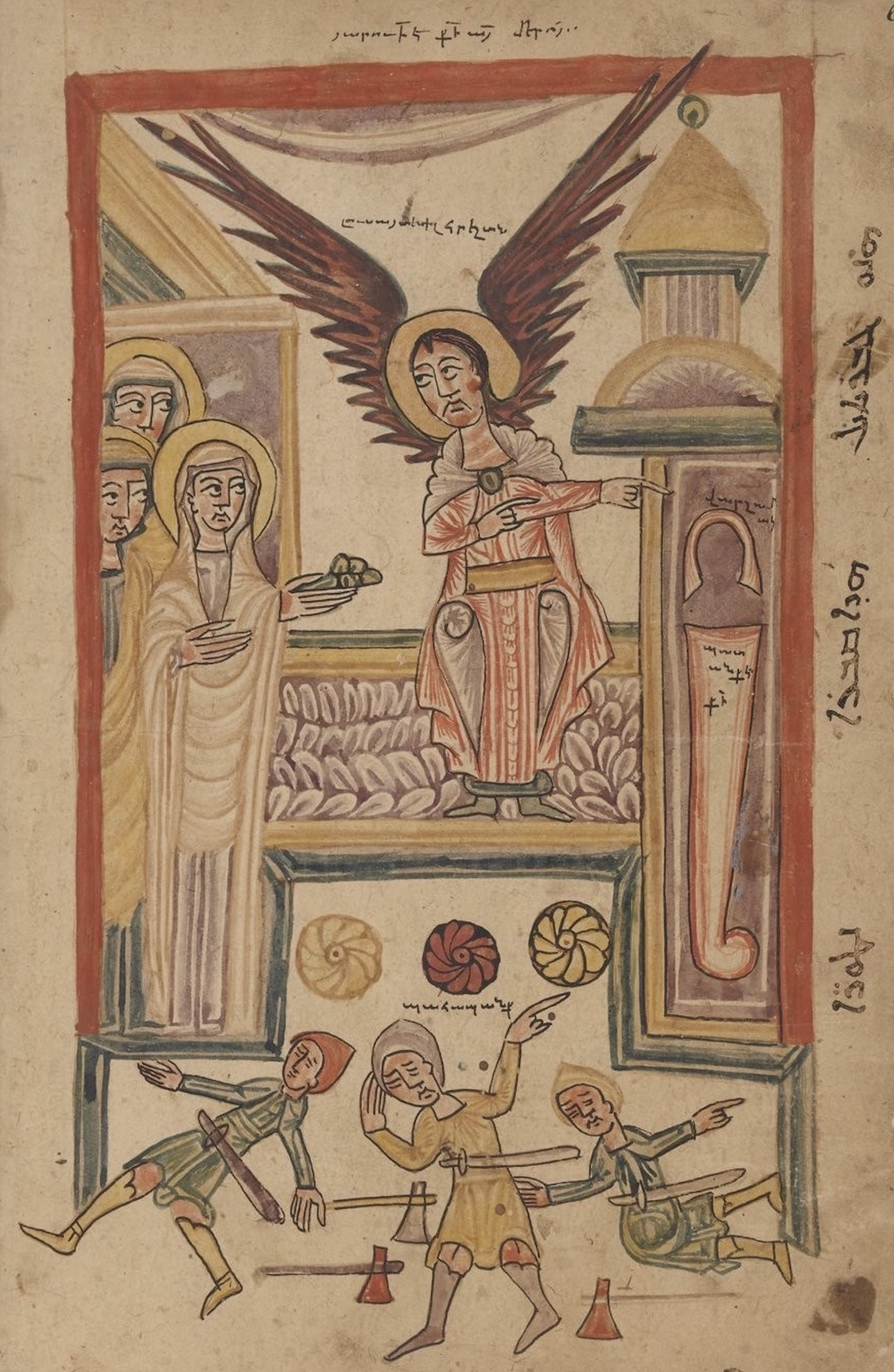
Folio 6r: Santas mujeres en la tumba de Cristo
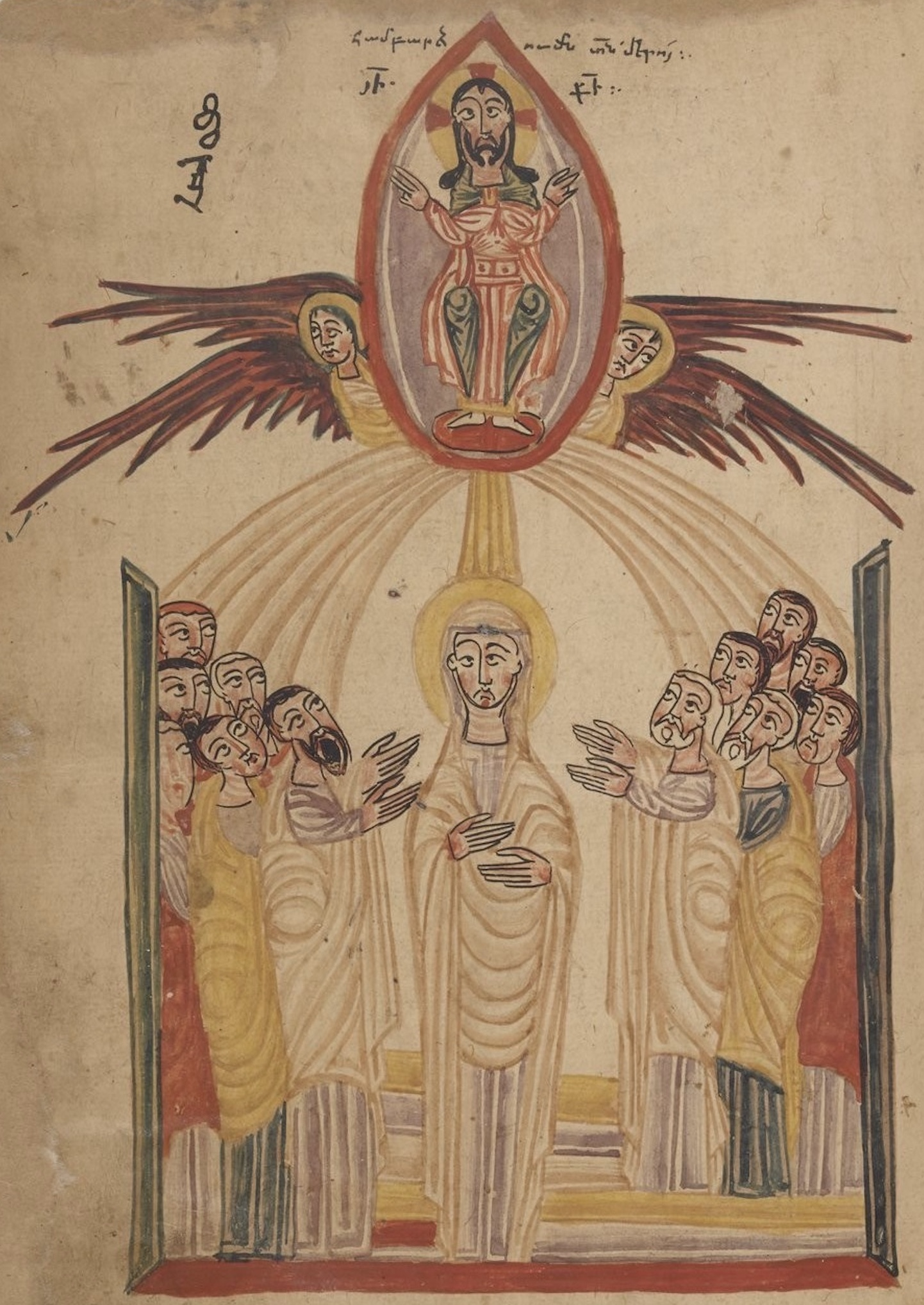
Folio 6v: Ascensión de Jesús
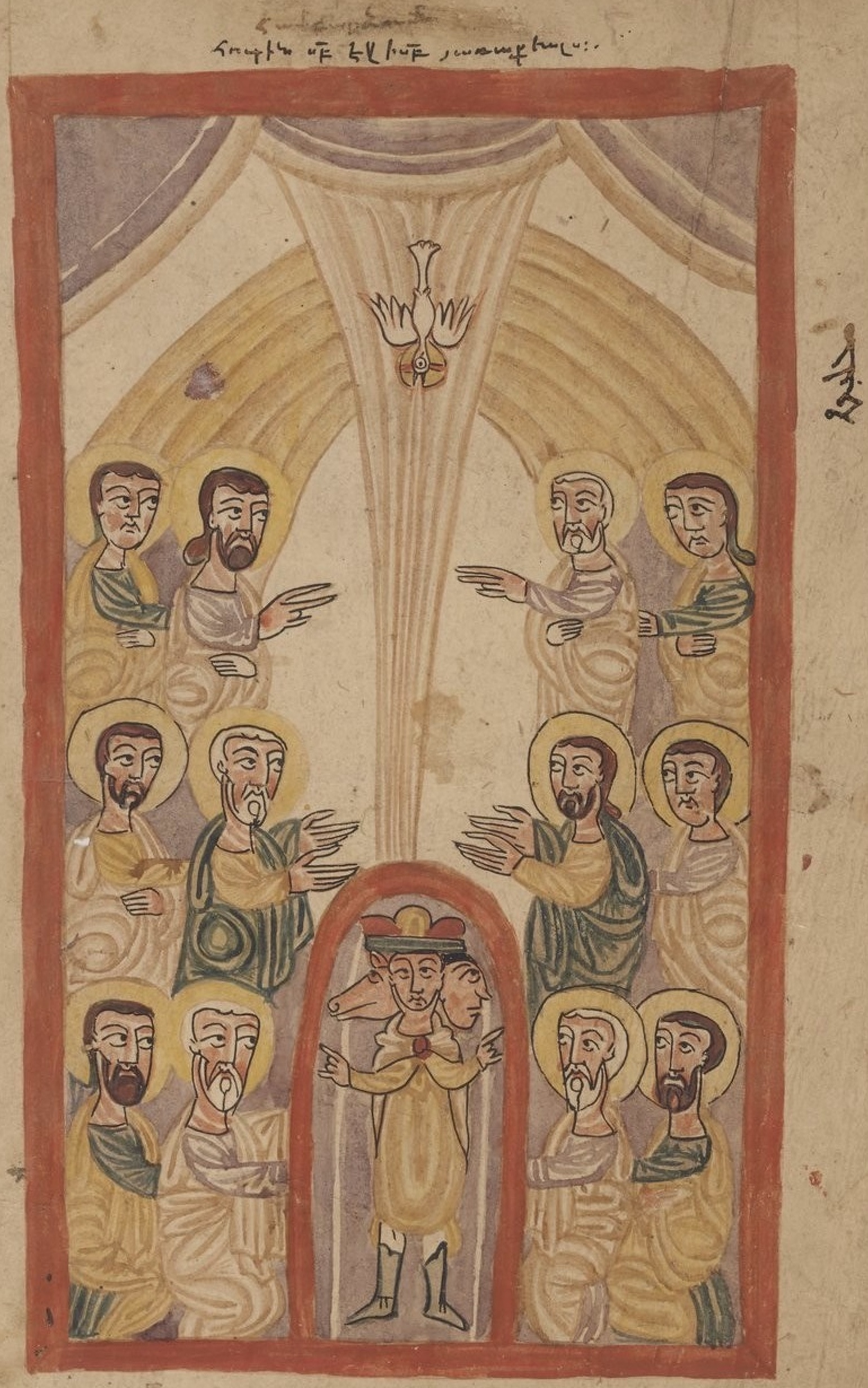
Folio 7r: Pentecostés
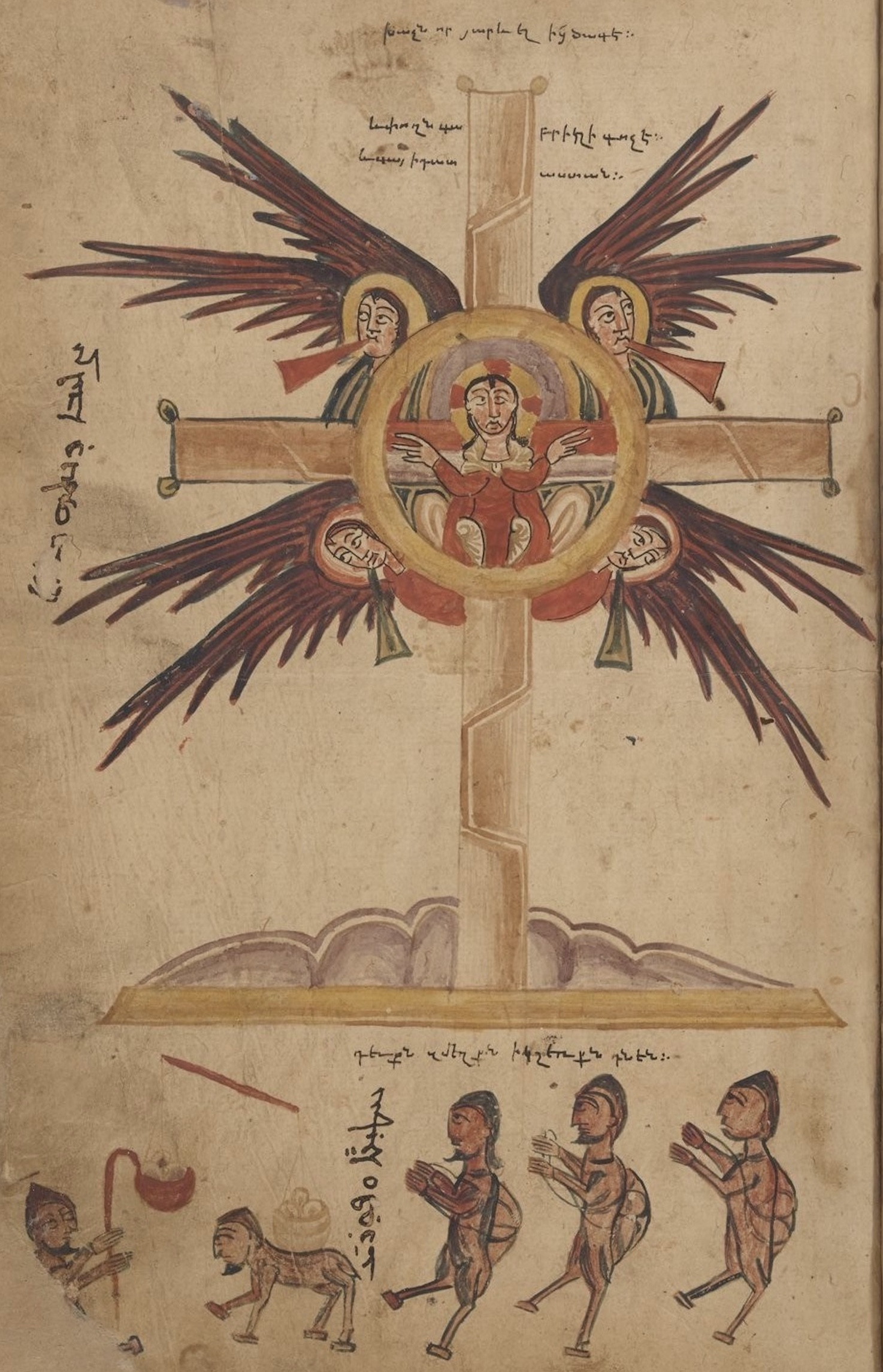
Folio 7v: Juicio Final
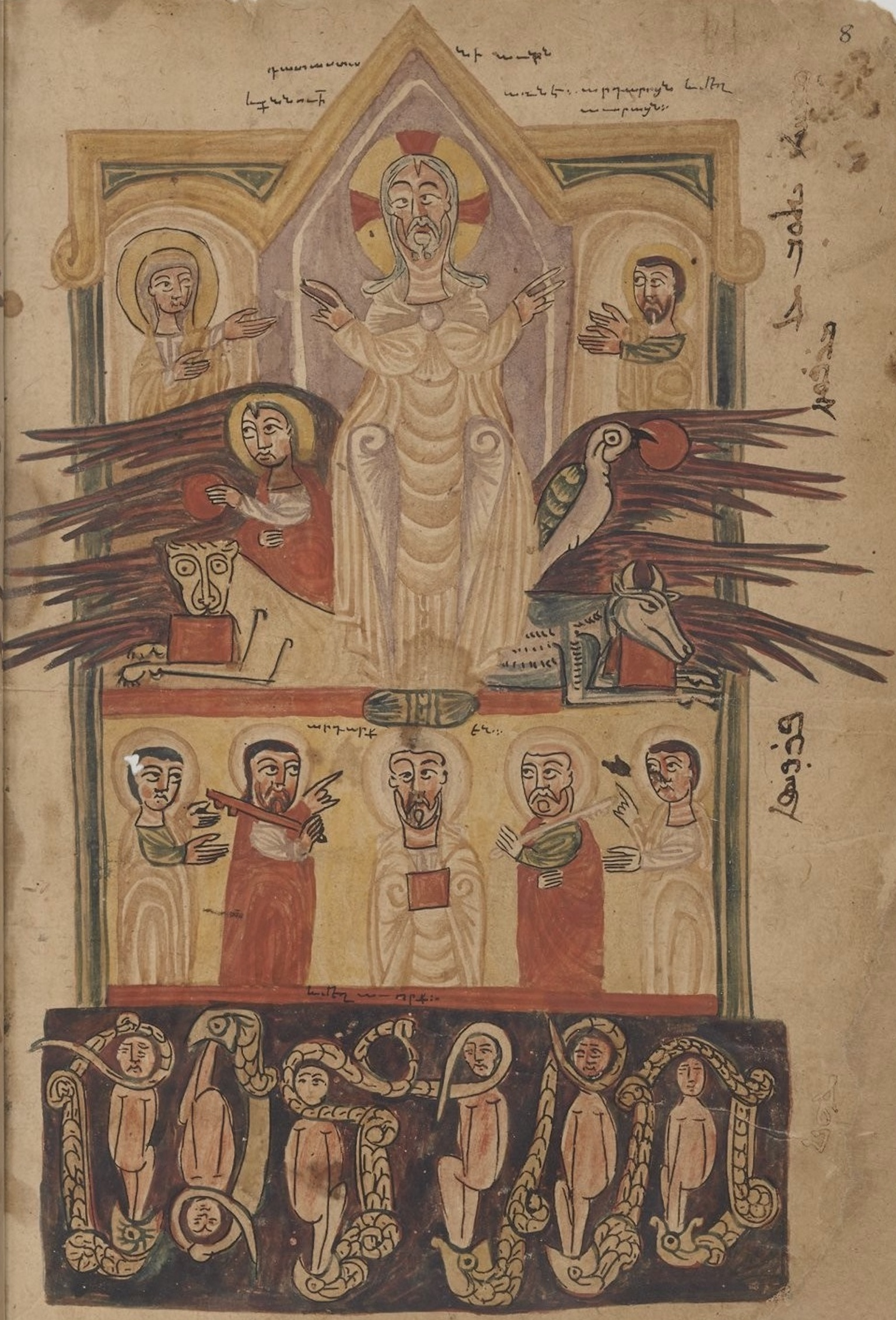
Folio 8r: Juicio Final
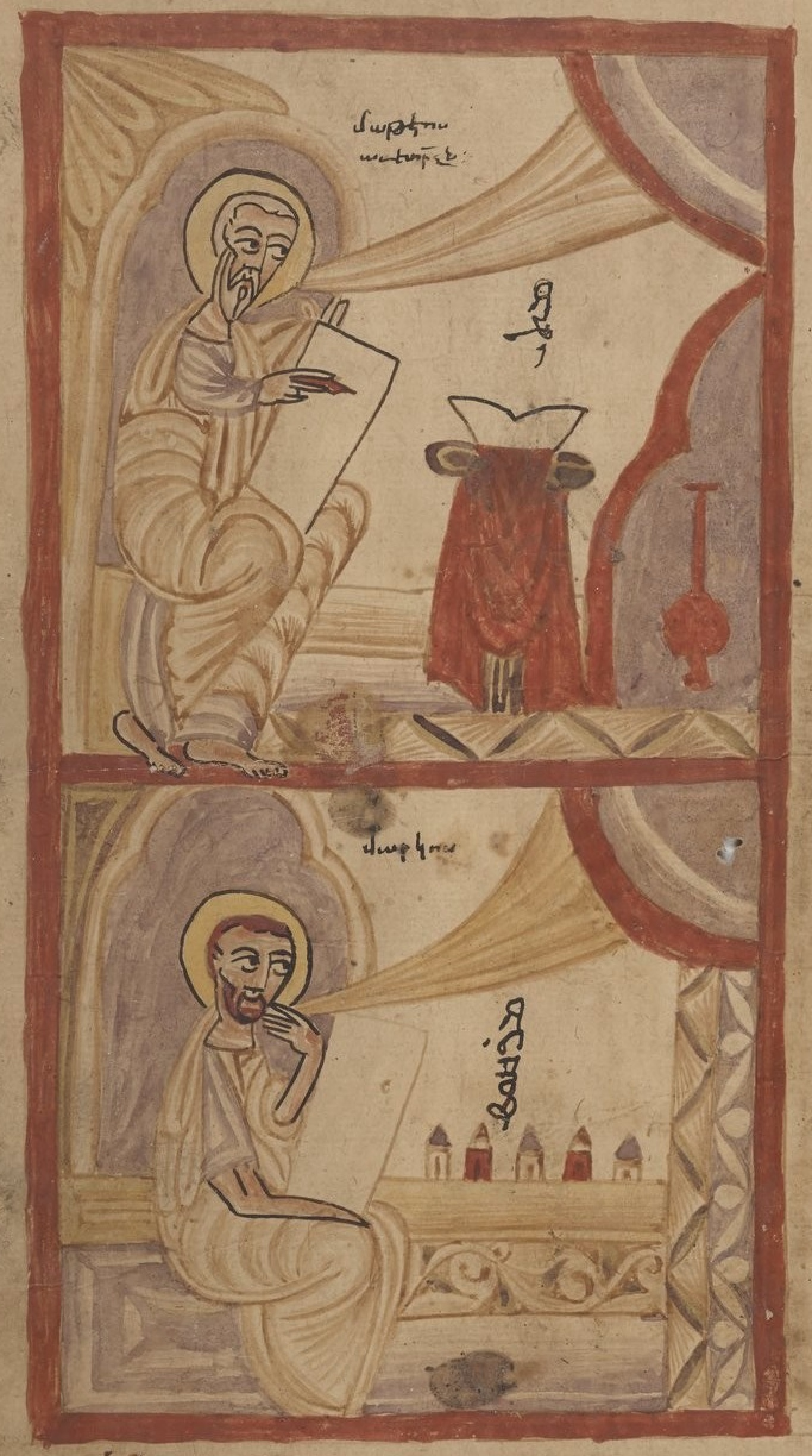
Folio 8v: San Mateo y San Marcos
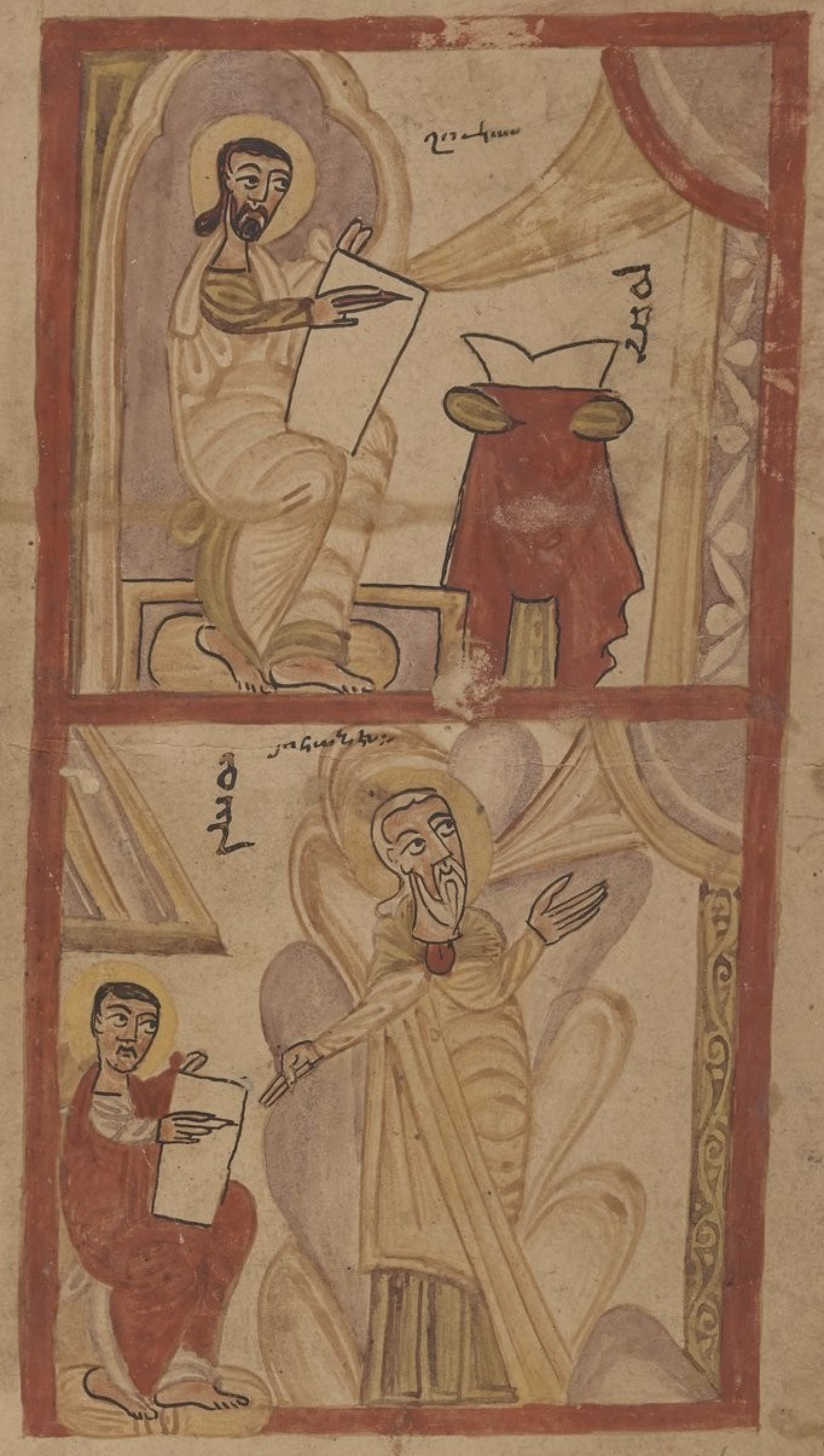
Folio 9r: San Lucas, San Juan y San Prócoro